# Horst Hein
Horst Hein (* 7. Dezember 1940 in Stargard in Pommern; † 11. Februar 1994) war ein deutscher Steueramtmann, Politiker (SPD) und ab 1975 Landtagsabgeordneter in Nordrhein-Westfalen.

## Leben und Beruf
Nach dem Besuch der Volksschule und des Gymnasiums mit dem Abschluss Abitur und einer Ausbildung als Finanzinspektoranwärter war er Beamter des gehobenen Dienstes in der Finanzverwaltung des Landes NRW.
1969 wurde Hein Mitglied der SPD. Er war in zahlreichen Parteigremien vertreten. Er war ab 1971 Vorsitzender des SPD-Unterbezirks Höxter und ab 1982 stellvertretender Vorsitzender des SPD-Bezirks Ostwestfalen-Lippe.

## Abgeordneter
Vom 28. Mai 1975 bis 29. Mai 1985 und vom 1. April 1989 bis 30. Mai 1990 war Hein Mitglied des Landtags des Landes Nordrhein-Westfalen. Er wurde jeweils über die Landesliste seiner Partei gewählt. In der zehnten Wahlperiode rückte er am 1. April 1989 über die Reserveliste nach.
Von 1975 bis 1985 war er Mitglied im Stadtrat der Stadt Höxter, an 1979 stellvertretender Bürgermeister.